# 蛇腹楽器

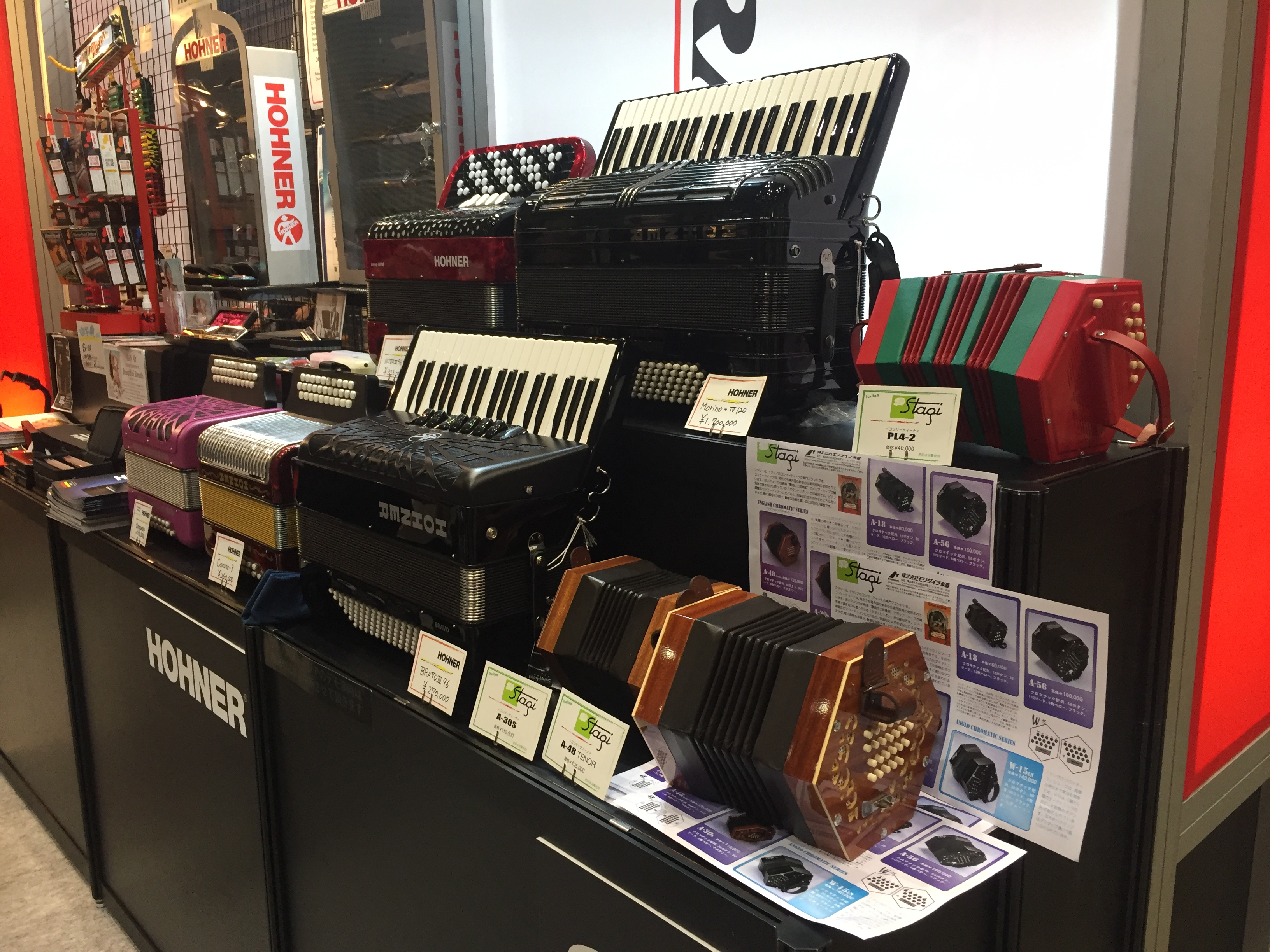
蛇腹楽器の展示。手前から、コンサーティーナ、ピアノ鍵盤式アコーディオン、クロマティック・ボタン式アコーディオン（上段）、ダイアトニック・ボタン式アコーディオン（下段）。「楽器フェア2016」にて。

蛇腹楽器（じゃばらがっき、bellows driven instrument）は、蛇腹操作による気流でフリー・リードを鳴らす鍵盤楽器の総称。「アコーディオン属」（アコーディオン族）と「コンサーティーナ属」（コンサーティーナ族）から構成される。

## 概要
蛇腹楽器は、手で「ふいご」状の蛇腹を動かすことで楽器の中に空気を出し入れしてフリー・リードを鳴らす気鳴楽器の総称である。英語では bellows driven instrument、英語の俗語では squeezebox （直訳すると「圧搾箱」）、ドイツ語でHandzuginstrument、中国語で“手风琴”（手風琴）と総称される一群の楽器を指す。具体的には、アコーディオン族とコンサーティーナ族（バンドネオンやコンサーティーナなど）が含まれる。

## 主な蛇腹楽器
蛇腹楽器の種類は多い。以下に主な種類のみを示す。
|            | 左右非相称                                                    | 左右相称                                                                                            |
| ---------- | ------------------------------------------------------------- | --------------------------------------------------------------------------------------------------- |
| 押引異音式 | ダイアトニック・ボタン・アコーディオン                        | アングロ・コンサーティーナ ジャーマン・コンサーティーナ ケムニッツァ・コンサーティーナ バンドネオン |
| 押引同音式 | クロマティック・ボタン・アコーディオン ピアノ・アコーディオン | イングリッシュ・コンサーティーナ デュエット・コンサーティーナ クロマティック・バンドネオン          |

アコーディオン1822年にドイツのフリードリッヒ・ブッシュマンが原型を発明した、あるいは、1829年にオーストリアのシリル・デミアンが発明したとされる。当初はダイアトニック式のみだったが、後にクロマティック式も開発された。
コンサーティーナアコーディオンとは別個に、同時期のイギリスで発明された。当初はクロマティック式だったが、後にダイアトニック式の機種も開発された。
バンドネオン本来は重厚低音化した大型のコンサーティーナであったが、後に独立した楽器とみなされるようになった。

## 楽器の形状

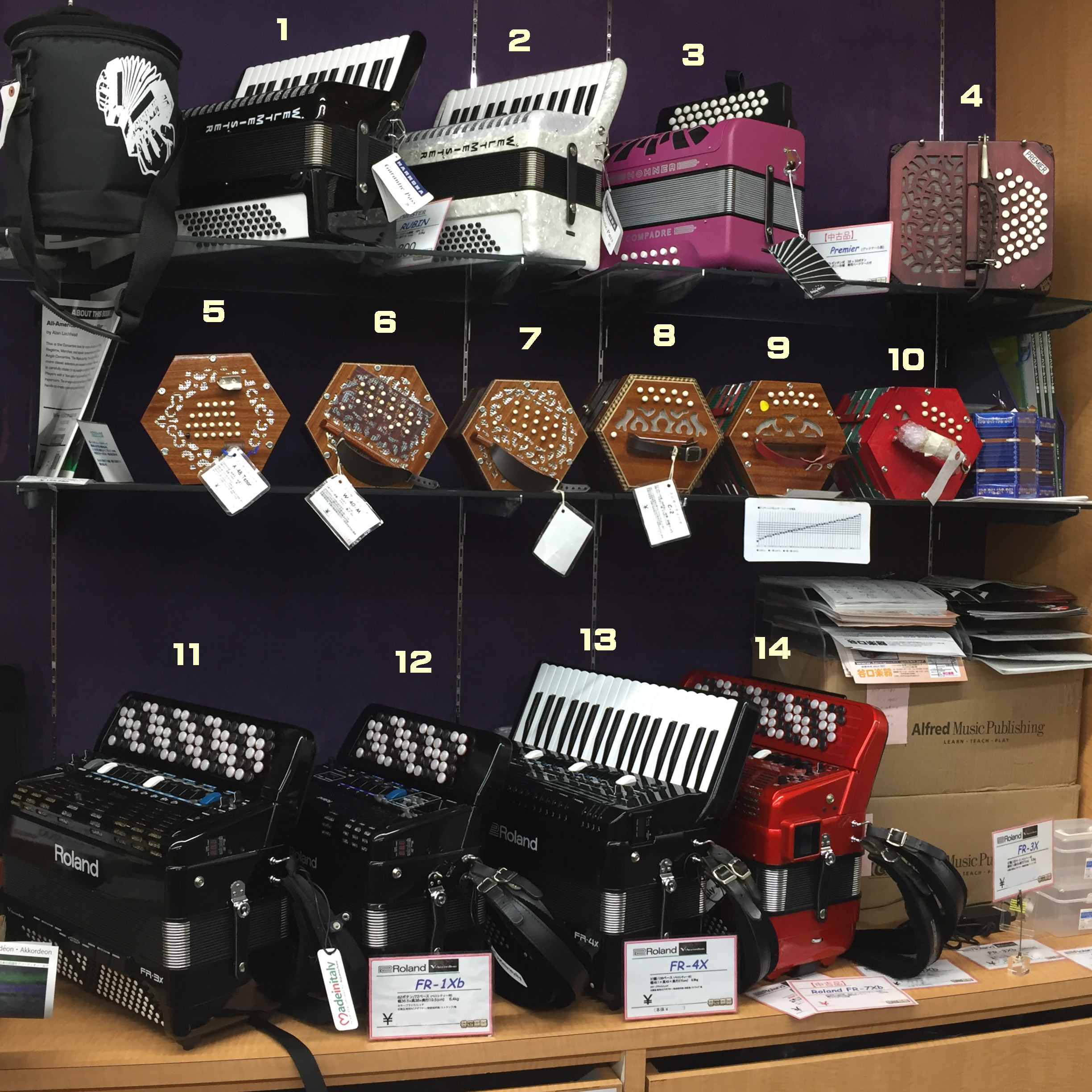
主な蛇腹楽器（東京・谷口楽器の店頭で撮影）
ピアノ・アコーディオン：1,2,13
ダイアトニック・アコーディオン：3
バンドネオン：4
コンサーティーナ：5-10
クロマティック・アコーディオン：11,12,14
電子アコーディオン：11-14

蛇腹楽器のサイズや形状は多種多様であるが、基本形は同じである。
ふいご状の蛇腹の左右に「筐体」（この場合は器械を内蔵した箱のこと）がついている。楽器は、両手で抱えるように持つ。右と左の筐体にはそれぞれ鍵盤やボタンが並んでおり、それぞれの空気穴を指で開閉することにより、フリー・リードの音を鳴らす。

### 左右相称か否か
左右の筐体の形が違えばアコーディオン、左右の筐体の形が同じならコンサーティーナかバンドネオンである（バンドネオンは、コンサーティーナから分岐した楽器である）。

### バンドの有無
アコーディオンは、「背（せ）バンド」（アコーディオン・ストラップ）を使って右手側の筐体を演奏者の体に固定する。小型の押し引き異音式アコーディオンでは、背バンドを使わないこともある。
コンサーティーナとバンドネオンは、筐体を演奏者の体に固定しないため、背バンドを使わず、手の甲をくぐらせる「手バンド」を使う（イングリッシュ・コンサーティーナは、親指だけをくぐらせる「親指バンド」を使う）。

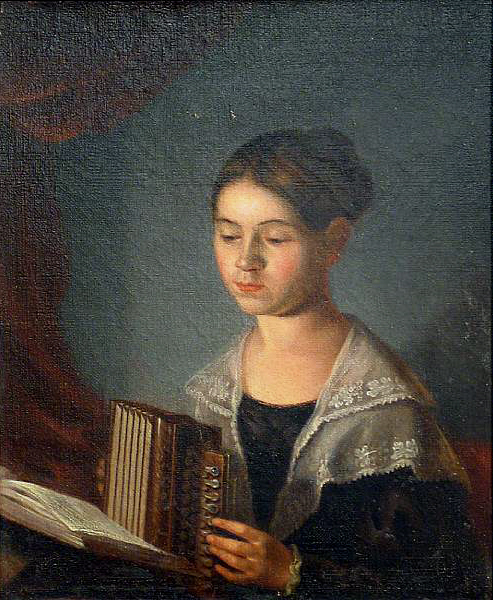
初期の押し引き異式アコーディオン。小型軽量なので、バンド（ストラップ）は使わない。
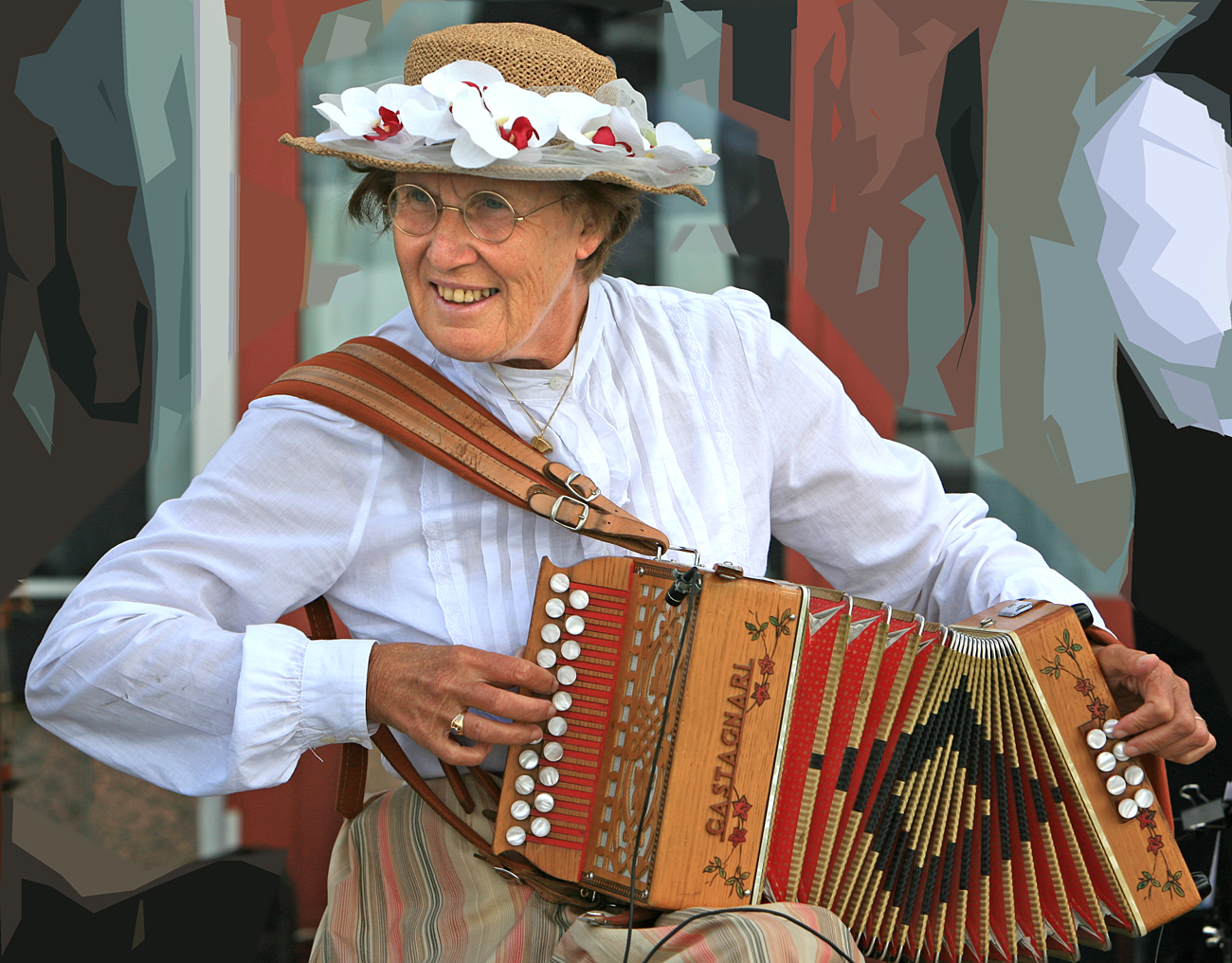
押し引き異式アコーディオン。右肩は背バンド、左手は手バンド。
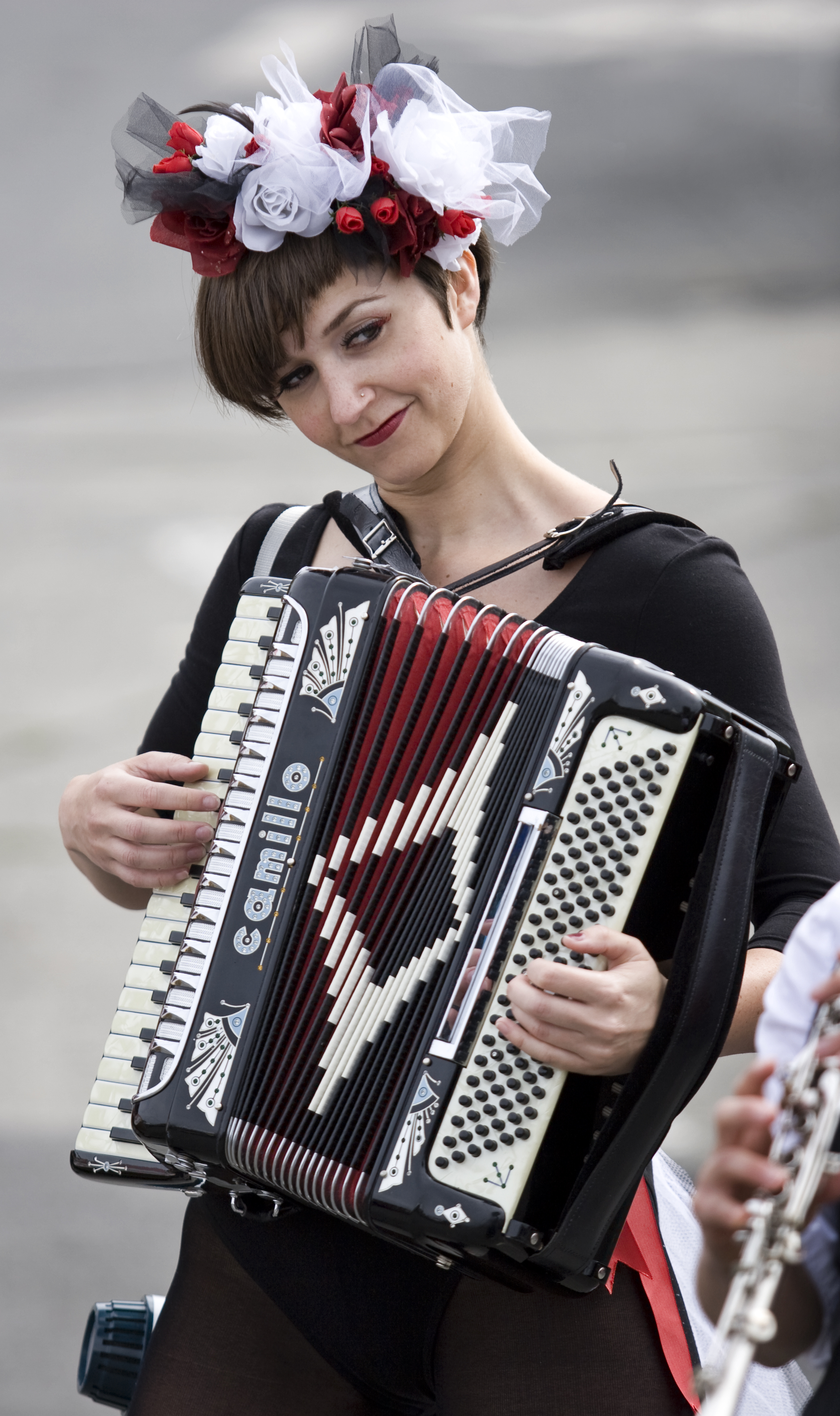
ピアノ・アコーディオン。左右の両肩に背バンド、左手は手バンド。
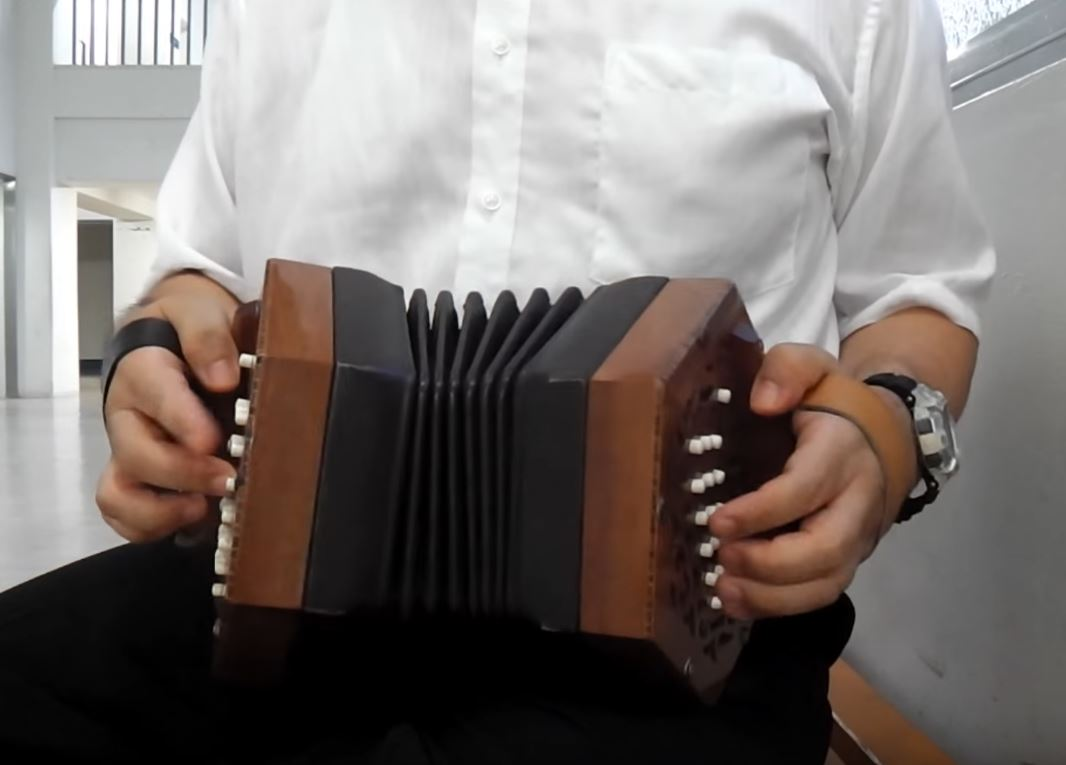
コンサーティーナ。左右とも手バンドのみ。
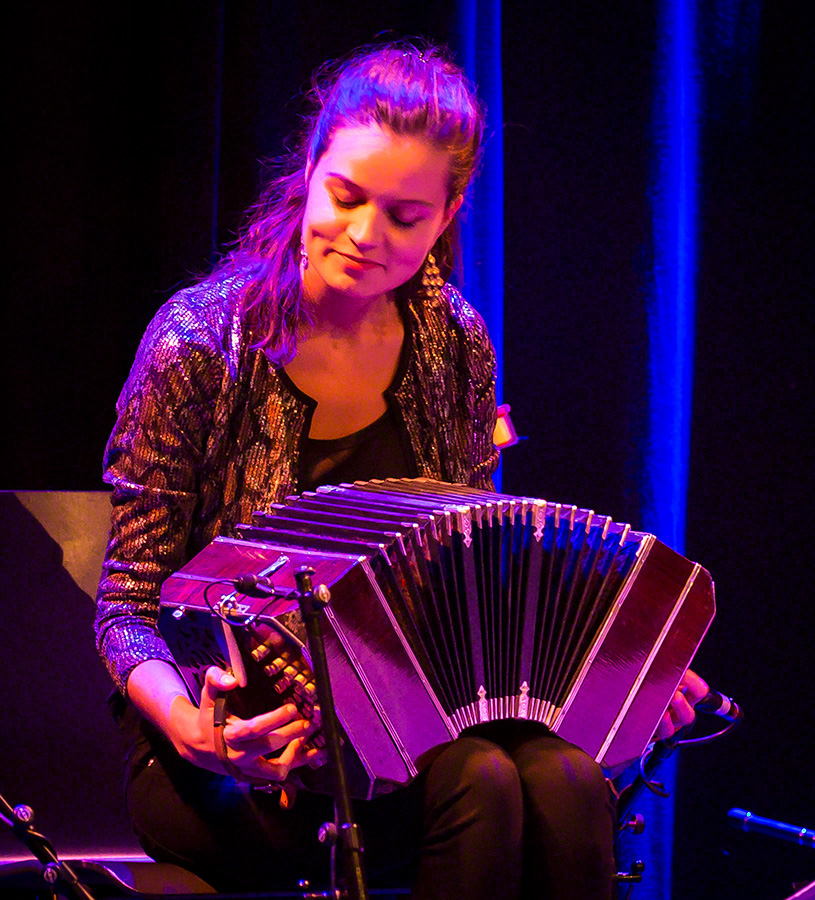
バンドネオン。左右とも手バンドのみ。

### ボタン式鍵盤とピアノ式鍵盤
蛇腹楽器の多くは、狭いスペースにたくさんの「鍵」（けん）を詰め込むのに便利なボタン式鍵盤を備えている。
コンサーティーナやバンドネオンはすべてボタン式鍵盤である。
アコーディオンは、左手側の筐体はボタン式鍵盤であるが、右手側の筐体についてはボタン式鍵盤を備えたタイプと、ピアノ式鍵盤を備えたタイプがある。日本国内ではピアノ式鍵盤のアコーディオンが主流だが、欧米では演奏性に優れたボタン式鍵盤のアコーディオンも普及している。
ピアノ式鍵盤は、ピアノやオルガンなど他の鍵盤楽器と共通で汎用性に優れる反面、個々の鍵が細長い板状であるため、ボタン式鍵盤より広い面積を必要とし、楽器の小型軽量化には不利である。また、そもそも押し引き異音式蛇腹楽器には、ピアノ式鍵盤は使えない。結果として、おもちゃ楽器を除く実用的なピアノ・アコーディオンは、中型以上の押し引き同音式の蛇腹楽器の一部に限られる。

## 歴史

### 前史
蛇腹楽器は近代のヨーロッパで誕生した一群の楽器で、その技術的特徴は「蛇腹、鍵盤、金属製のフリーリード」である。
蛇腹と鍵盤については、ヨーロッパでは中世から超小型のパイプオルガン「ポルタティフ」があった。
金属製のフリーリードについては、18世紀ごろに中国の「笙」がヨーロッパに持ち込まれ、その発音原理が西欧の学者たちでも知られるようになった。

### 発明
1820年代、産業革命期における工業技術の進歩や、特許制度の確立、新興の市民階層が手軽に楽しめる新しい楽器に対する需要などが要因となり、ドイツ、イギリス、オーストリアで、新しい「蛇腹楽器」が発明された。具体的には、
- 1822年、ドイツのフリードリッヒ・ブッシュマン（Friedrich Buschmann, 1805年-1864年）が最初の蛇腹楽器「ハンド・エオリーネ」 (Hand-Aeoline)[注釈 3] を発明した。なお、ブッシュマンのハンド・エリオーネは現存しない[1]。
- 1825年、オーストリアのシリル・デミアン（Cyrill Demian, 1772年-1849年）が、おそらく当時何らかの方法でウィーンに渡ってきたブッシュマンのハンド・エオリーネをヒントに、1つのキー（鍵盤の鍵）を押すだけで和音を鳴らせる画期的な蛇腹楽器を作る[2]。
- 1829年5月23日、シリル・デミアンが「アコーディオン」（「和音の器」の意）の特許を取得した。ウィーンの王室特許局に納められたデミアンの1号機は現存していないが、数か月後の作品は今もウィーンの工業博物館に保管されている[3]。
- 1829年12月19日、イギリスのチャールズ・ホイートストン（Charles Wheatstone, 1802年-1875年）が「コンサーティーナ」のアイディアを含む改良楽器の特許を取得した[4]。

と、最初の蛇腹楽器は1820年代の西欧の国々で相次いで誕生した。特に、オーストリアで発明されたアコーディオンと、同時期にイギリスで発明されたコンサーティーナ（発明当初はまだ「コンサーティーナ」とは呼ばれていなかった）は、後の蛇腹楽器の2大源流となった。蛇腹楽器の分類図表で示すと、1829年の時点では、
|            | 左右非相称                          | 左右相称                          |
| ---------- | ----------------------------------- | --------------------------------- |
| 押引異音式 | 1829年 オーストリアのアコーディオン |                                   |
| 押引同音式 |                                     | 1829年 イギリスのコンサーティーナ |

という2つの象限のみであった。
左右非相称や左右相称という違いは単に楽器のデザインのみならず、演奏に使う左右の手の役割の違いであり、指向する音楽性の違いでもあった。
蛇腹楽器の用語で、押引異音式を「ダイアトニック」（全音階）、押引同音式を「クロマティック」（半音階）と呼ぶように、蛇腹の押し引きも指向する音楽性と直結していた。
オーストリアのデミアンが発明した最初のアコーディオンは、音楽の知識がない民衆も簡単な和音を演奏できるように設計されていた。5つのクラヴェス（キー=鍵のこと）があり、デミアン自身が特許登録の文章の中で「これらの各クラヴェスは、二種類の和音を出す。すなわち、クラヴェスの数の倍の和音が得られる。蛇腹を引くと一つのクラヴェスで一つの和音が、逆に蛇腹を押すと同じクラヴェスで別の和音ができる」と説明しているとおり、押引異音式であった。
その後、4年の期間を経て(1)弱音バーを使って和音を単音に変えられるタイプ、(2)メロディは単音で低音や和音用のボタン鍵が付いたタイプ、(1)と(2)の要素を併せ持ち半音のボタンもついたタイプ、などが開発された。この頃のアコーディオンは、小型のものは右手でメロディを演奏するが、大型のものは逆に左手で演奏するというように、方式がまちまちであった。また、半音は弾けないか弾きづらかったので、転調があるクラシックの曲などの演奏には向いていなかった。
これに対し、イギリスのホイートストンのコンサーティーナ（後に「イングリッシュ・コンサーティーナ」と呼ばれるようになる）は、ブルジョア階層のサロン音楽や、クラシック音楽の演奏に適していた。
蛇腹楽器は1829年に発明地もコンセプトも大局的な、2つの「隅っこ」から始まった。この後、両者のコンセプトが互いに影響を与え合い、空白の象限を埋めてゆくようになる。

### 相次ぐ改良
1830年代以降、蛇腹楽器の分類図表の空白を埋めるように、さまざまな改良が行われた。
|            | 左右非相称                                                                                          | 左右相称 |
| ---------- | --------------------------------------------------------------------------------------------------- | --- |
| 押引異音式 | 1829年 オーストリアのアコーディオン                                                                 | 1834年 ドイツのコンサーティーナ 1847年頃 ドイツのバンドネオン 1850年代 アングロ・ジャーマン・コンサーティーナ |
| 押引同音式 | 1850年頃 オーストリアのクロマティック・アコーディオン 1880年頃 イタリアのピアノ式鍵盤アコーディオン | 1829年 イギリスのコンサーティーナ                                                                             |

- 1834年、ドイツのカール・フリードリヒ・ウーリヒが、デミアンのアコーディオンを改良してジャーマン・コンサーティーナを発明した[6]。両手でボタン鍵盤の演奏ができるようになった。
- 1830年代のフランスでは、アコーディオンはブルジョア家庭を対称にしており、クラシックも弾けるように、押引異音式ながら半音も出せるように改良された[7]。
- 1847年頃、ドイツのハインリヒ・バンド (Heinrich Band) が、ウーリヒのコンサーティーナをもとに「バンドネオン」を開発した[8]。
- 1850年頃、オーストリアのフランツ・ワルターが、押引同音式のクロマティック・ボタン・アコーディオンを開発した[9]。
- 1850年代頃、ワルターのクロマティック・ボタン・アコーディオンをヒントに、マテウス・バウアーがピアノ式鍵盤の「クラヴィアー・ハーモニカ」を開発[9]。
- 1850年代頃、イギリスのジョージ・ジョーンズが、ジャーマン・コンサーティーナとイングリッシュコンサーティーナを折衷し、アングロ・ジャーマン・コンサーティーナ（アングロ・コンサーティーナ）を開発。
- 1880年前後、バウアーとは別に、イタリアでピアノ式鍵盤をもつアコーディオンを開発[10]。

というように、19世紀の末までには蛇腹楽器の基本的なタイプは出そろった。
蛇腹楽器の発明は、発明に対して一定期間の独占権と権利侵害に対する損害賠償請求を認める近代的な特許制度と、密接に関係していた。鍵盤の配列法を変えたり、楽器本体のデザインやサイズを変えたりするなど、19世紀にさまざまな蛇腹楽器の新製品が開発された背景には、既存の特許に抵触することを避けるためという一面もあった。
19世紀前半の蛇腹楽器は、おおむね小型軽量で安価であった。また、アコーディオンはダイアトニック（押引異音式、全音階のみ）、コンサーティーナはクロマティック（押引同音式、半音階もカバー）、と、蛇腹楽器ごとのコンセプトの棲み分けも明確だった。しかし、時代を経てさまざまな新しい蛇腹楽器の開発が進むと、アコーディオンのクロマティック化や、コンサーティーナのダイアトニック化など、当初の棲み分けは次第に曖昧になった。音域の拡張も図り、複雑な機構をもつ大型の蛇腹楽器が次々と開発された。

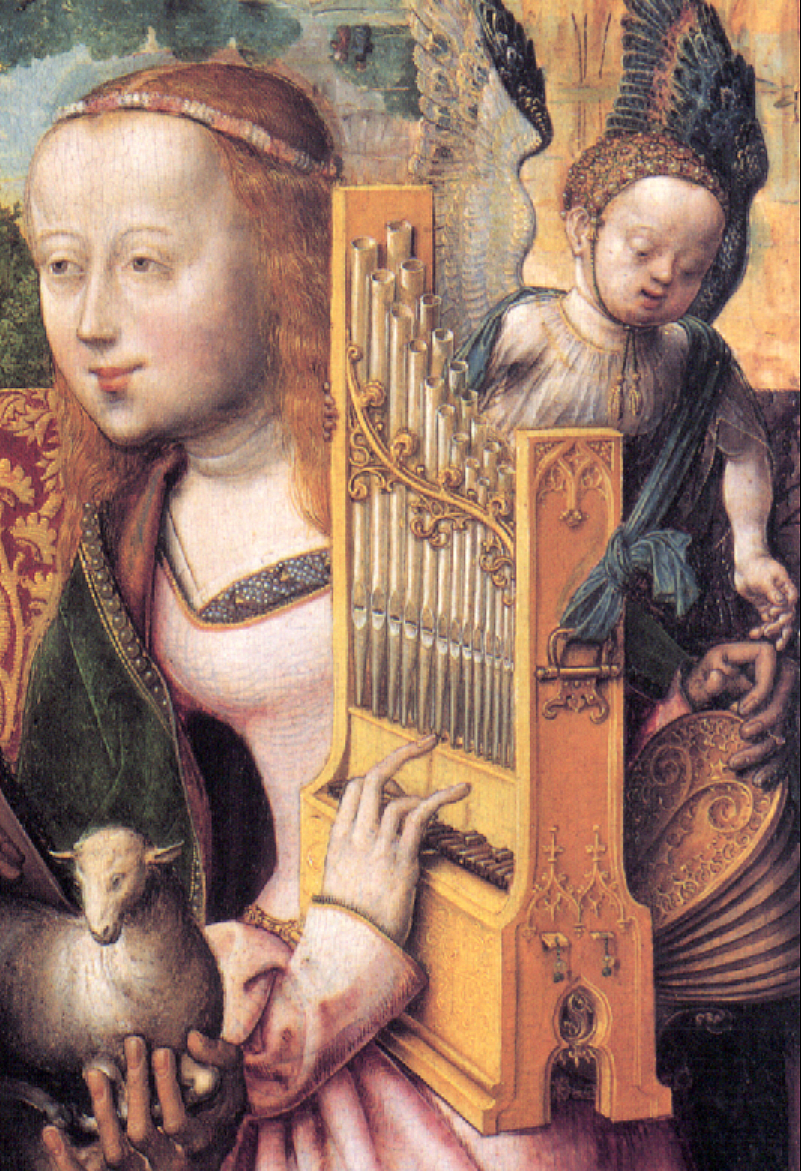
15世紀に描かれたポルタティフ・オルガン。蛇腹と、寸詰まりの鍵盤をそなえている。
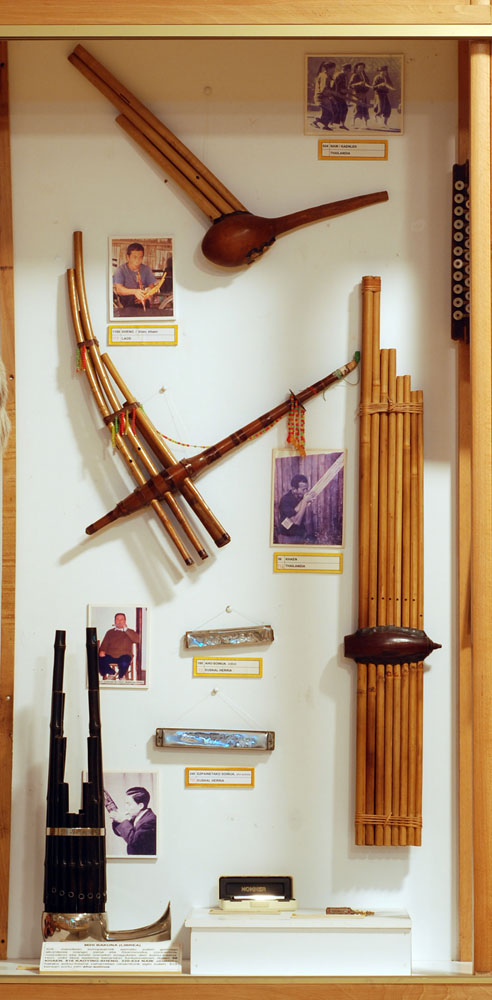
笙を含む東洋の伝統的なフリーリード楽器。
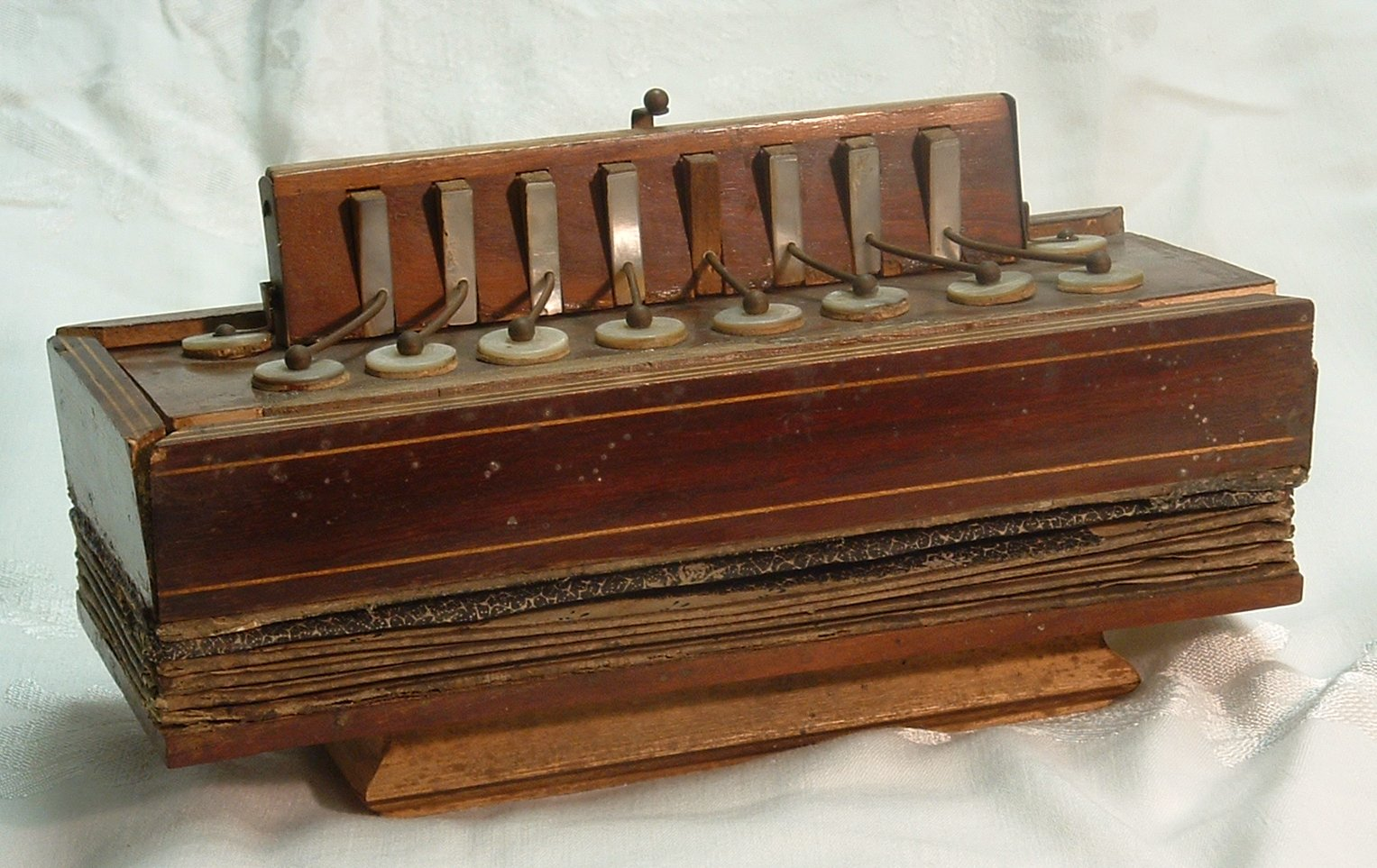
初期の簡素なアコーディオン。1830年前後の製品。
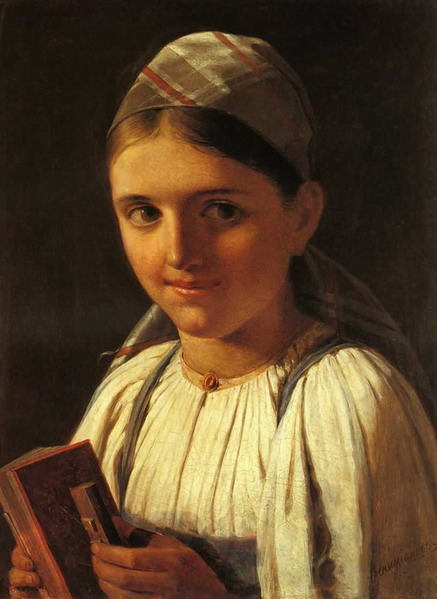
アコーディオンを弾く少女。当時は工業技術の粋を集めた最新の楽器だった。1840年のロシアの絵。

## 楽器分類の中での位置づけ
蛇腹楽器に含まれる楽器はすべて、楽器分類学では「自由気鳴楽器」に分類される。また、楽器の実用的分類では「鍵盤楽器」に分類される。
科学的には「気鳴楽器」という分類が適切であり、運指から見れば「鍵盤楽器」という分類が便利である。それに対し、楽器の販売・流通・演奏教授法も含めた総合的な実用的分類としては、「蛇腹楽器」というくくりかたが便利である。
- ハーモニカやリードオルガンも「自由気鳴楽器」であるが、空気を送り込む方法（これも演奏方法の重要な要素である）がアコーディオンなどとはまったく違う。
- ピアノもオルガンも、アコーディオンなどと同じ「鍵盤楽器」であるが、打弦楽器であるピアノと、フリー・リード楽器であるアコーディオンでは、音色も演奏のフィーリングも、楽器の製造や修理・メンテナンス・調律の方法も、まったく異なる。
- アコーディオンやバンドネオン、コンサーティーナは、それぞれ楽器の形や運指法が大きく異なるにもかかわらず、演奏にあたっては蛇腹の押し引きの加減による演奏テクニック「ベローイング」が重要であるなど、共通性も大きい。そのため、例えばタンゴ音楽の伴奏で、バンドネオンの代わりにピアノ式鍵盤アコーディオンを使うことも、よく見られる。
- 楽器業界においても、アコーディオンの販売・修理を手がける楽器店が同時にバンドネオンやコンサーティーナも扱うなど、楽器の流通面でも蛇腹楽器としてのまとまりが存在する。

上記のような理由で、楽器メーカーや楽器店、演奏者は、楽器の構造と実態に即した「蛇腹楽器」という実用的分類をよく使う傾向がある。

### 注釈

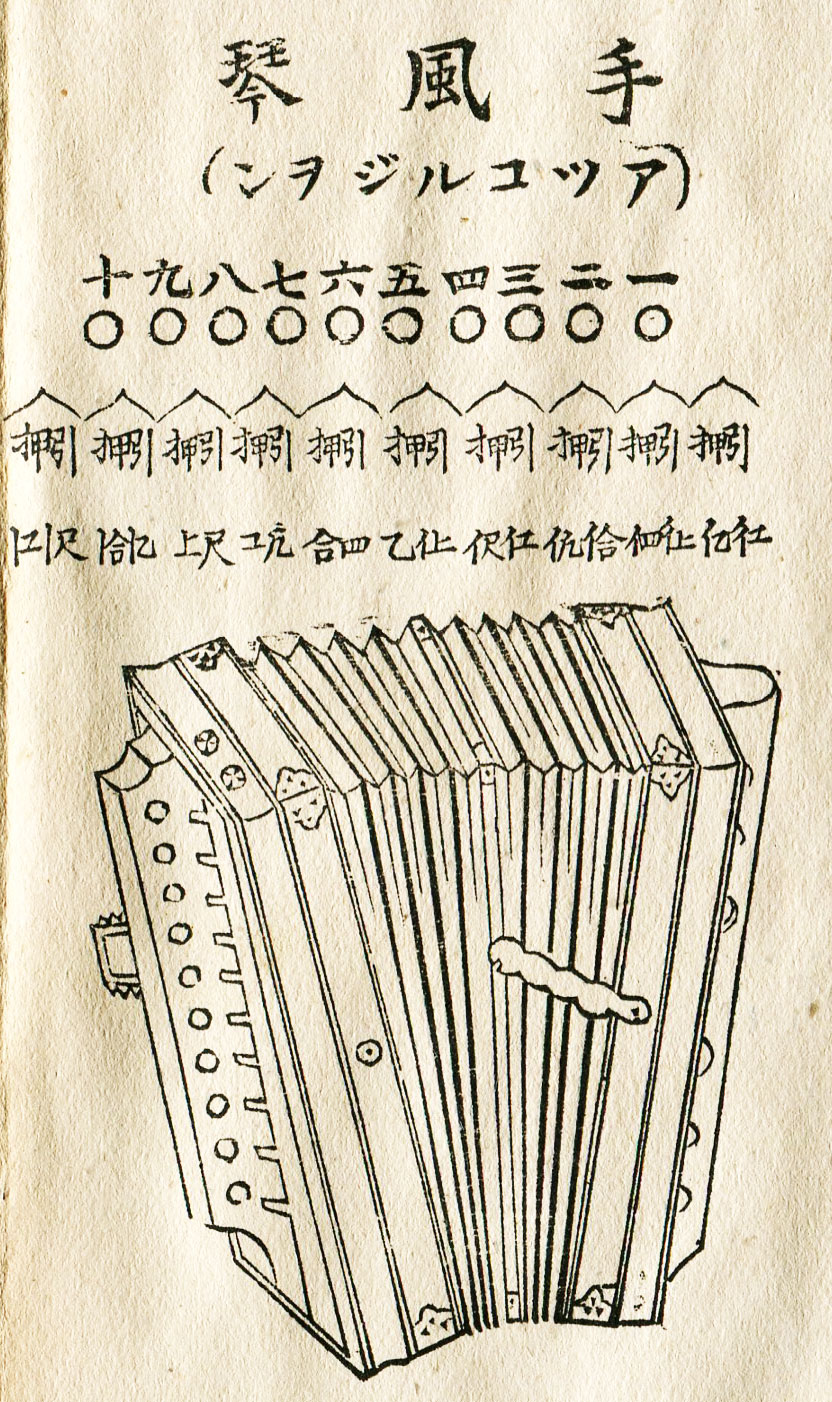
明治時代の本の手風琴の図。